# NGC 839
NGC 839 ist eine Linsenförmige Galaxie mit aktivem Galaxienkern vom Hubble-Typ S0/P im  Sternbild Walfisch südlich des Himmelsäquators. Sie ist schätzungsweise 173 Millionen Lichtjahre von der Milchstraße entfernt und hat einen Durchmesser von etwa 70.000 Lichtjahren. 

Gemeinsam mit NGC 833, NGC 835 und NGC 838 bildet sie eine Galaxiengruppe, die als HCG 16 (Arp 318) katalogisiert ist.
Halton Arp gliederte seinen Katalog ungewöhnlicher Galaxien nach rein morphologischen Kriterien in Gruppen. Diese Galaxiengruppe gehört zu der Klasse Gruppen von Galaxien.
Das Objekt wurde am 28. November 1785 vom deutsch-britischen Astronomen William Herschel entdeckt.